# Massimo Zanotti
Massimo Zanotti (* 23. März 1964) ist ein ehemaliger san-marinesischer Fußballspieler.
Zanotti spielte beim italienischen Amateurverein AC Tropical Ospedaletto Coriano, als er am 28. März 1986 sein Debüt für die Nationalmannschaft San Marinos gab. Es folgten drei weitere Länderspiele im Rahmen der Mittelmeerspiele 1987 in Syrien.